# DDR-Skimeisterschaften 1971
Die 23. DDR-Skimeisterschaften fanden vom 19. bis zum 22. Februar 1971 im sächsischen Johanngeorgenstadt statt. In acht Entscheidungen der Nordischen Skidisziplinen Langlauf, Skispringen und Nordische Kombination, davon zwei Mannschaftswettbewerben, gingen Athleten an den Start. In der Zeit 7. bis 14. Februar 1971 nahmen einige Meisterschaftsteilnehmer an der Internationalen Wintersportwoche im japanischen Sapporo, dem Austragungsort der Olympischen Winterspiele 1972 teil. Bedingt durch die kurze Pause bis zu den Meisterschaften nahmen dadurch einige Athleten an den ersten Wettbewerben nicht teil. Bereits am 9. Januar 1973 war der Meister über die 50 km der Männer in Bockau gekürt worden.

## Langlauf

### Männer

#### 15 km
Auch über 15 km wurde Grimmer seiner Favoritenrolle gerecht, wenngleich wegen einer Bronchitis sein ärgster Rivale Gert-Dietmar Klause nicht antrat. Diesmal konnte sich Grimmers Klubkamerad Axel Lesser in Szene setzen und holte die Silbermedaille. Rainer Groß gewann wiederum Bronze.
Datum: Sonntag, 21. Februar 1971
| Platz | Sportler          | Mannschaft            | Zeit (h) |
| ----- | ----------------- | --------------------- | -------- |
| 1     | Gerhard Grimmer   | ASK Vorwärts Oberhof  | 50:52    |
| 2     | Axel Lesser       | ASK Vorwärts Oberhof  | 52:17    |
| 3     | Rainer Groß       | SC Dynamo Klingenthal | 52:52    |
| 4     | Gerd Heßler       | SC Dynamo Klingenthal | 53:05    |
| 4     | Günter Beutel     | SC Motor Zella-Mehlis | 53:05    |
| 6     | Wolfgang Filbrich | SC Motor Zella-Mehlis | 53:52    |

#### 30 km
Im ersten Laufwettbewerb konnte Gerhard Grimmer seine Niederlage über 50 km vergessen machen. Schon nach 10 km hatte er die beiden vor ihm gestarteten Läufer eingeholt. Grimmer lief dann, diesmal nicht von Krämpfen geplagt, souverän seinem 12. Meistertitel entgegen. Gert-Dietmar Klause hingegen, auch in Sapporo wie Grimmer gestartet, musste wegen Atembeschwerden nach 13 km aufgeben ebenso wie Axel Lesser, der schon nicht richtig fit ins Rennen ging. Somit war der Weg frei für die Klingenthaler Heßler und Groß, die die weiteren Medaillen gewannen.
Datum: Freitag, 19. Februar 1971
| Platz | Sportler         | Mannschaft            | Zeit (h) |
| ----- | ---------------- | --------------------- | -------- |
| 1     | Gerhard Grimmer  | ASK Vorwärts Oberhof  | 1:48:34  |
| 2     | Gerd Heßler      | SC Dynamo Klingenthal | 1:49:56  |
| 3     | Rainer Groß      | SC Dynamo Klingenthal | 1:50:11  |
| 4     | Günter Stützner  | SC Dynamo Klingenthal | 1:52:24  |
| 5     | Wolfgang Scheler | ASK Vorwärts Oberhof  | 1:57:01  |
| 6     | Günter Beutel    | SC Motor Zella-Mehlis | 1:57:03  |

#### 50 km
Der von der BSG Motor Bockau organisierte Skimarathon wurde durch höchst unterschiedliche Witterungsbedingungen geprägt. Waren es um 9:00 Uhr zum Start noch zwei Grad unter Null, so waren es bei den Zieleinläufen ca. drei Stunden später an die 10 Grad Plus. Somit geriet der Wachseinsatz zum Lotteriespiel. Dementsprechend sah dann auch das Endergebnis aus. Recht unerwartet gewann der erst 1969 zum ASK Oberhof gewechselte Eberhard Klessen das Rennen. Auch mit den Klingenthalern Stützner und Groß war vorher nicht unbedingt als Medaillenkandidaten gerechnet worden. Vorjahressieger Gerhard Grimmer kam mit über acht Minuten Rückstand, von Krämpfen geplagt, ins Ziel. Mitfavorit Gert-Dietmar Klause legte gar nach Wachs- und Bindungsproblemen die Skier beiseite und gab auf.
Datum: Sonnabend, 9. Januar 1971
| Platz | Sportler         | Mannschaft                | Zeit (h) |
| ----- | ---------------- | ------------------------- | -------- |
| 1     | Eberhard Klessen | ASK Vorwärts Oberhof      | 2:29:03  |
| 2     | Günter Stützner  | SC Dynamo Klingenthal     | 2:29:58  |
| 3     | Rainer Groß      | SC Dynamo Klingenthal     | 2:30:23  |
| 4     | Günter Beutel    | SC Motor Zella-Mehlis     | 2:32:01  |
| 5     | Gerd Heßler      | SC Dynamo Klingenthal     | 2:32:13  |
| 6     | Wolfgang Scheler | ASK Vorwärts Oberhof      | 2:33:27  |
| 7     | Gerold Köhler    | ASK Vorwärts Oberhof      | 2:33:30  |
| 8     | Axel Lesser      | ASK Vorwärts Oberhof      | 2:33:43  |
| 9     | Gerhard Grimmer  | ASK Vorwärts Oberhof      | 2:37:46  |
| 10    | Zennig           | SC Traktor Oberwiesenthal | 2:38:37  |

#### 4 × 10-km-Staffel
Die Staffelentscheidung bot wieder alles, was sich Zuschauer von solchen Wettbewerben erhoffen. Vorjahressieger und Favorit ASK Oberhof lag nach dem ersten Wechsel überraschend eine halbe Minute hinter der Klingenthaler Staffel. Doch der zweite Oberhofer Läufer Axel Lesser holte schon nach 2 km den krankheitsgeschwächten Gert-Dietmar Klause ein und übergab mit zehn Sekunden Vorsprung an Gerhard Grimmer. Dieser duellierte sich mit Gerd Heßler, der den Rückstand zur Überraschung der Experten mit reichlich einer halben Minute relativ klein halten konnte. Und nach 5 km hatte Schlussläufer Rainer Groß den Oberhofer Eberhard Klessen fast eingeholt, im Ziel hatte er 37 Sekunden Vorsprung herausgelaufen. Angesichts der Einzelergebnisse und eines geschwächten Gert-Dietmar Klause war der Ausgang des Rennens so nicht erwartet worden.
Datum: Montag, 22. Februar 1971
| Platz | Mannschaft              | Sportler                                                      | Zeit (h) |
| ----- | ----------------------- | ------------------------------------------------------------- | -------- |
| 1     | SC Dynamo Klingenthal   | Günter Stützner Gert-Dietmar Klause Gerd Heßler Rainer Groß   | 2:29;07  |
| 2     | ASK Vorwärts Oberhof I  | Wolfgang Scheler Axel Lesser Gerhard Grimmer Eberhard Klessen | 2:29:44  |
| 3     | SC Motor Zella-Mehlis I | Wolfgang Filbrich Motschmann Greiner-Mai Günter Beutel        | 2:33:57  |

### Frauen

#### 5 km
Nach ihrem Verzicht auf die 10 km starteten nun die Favoritinnen Anni Unger und Renate Fischer und drückten dem Rennen sofort ihren Stempel auf. Allerdings gewann etwas unerwartet Anni Unger und nicht Renate Fischer, die in den beiden Vorjahren Meisterin über die 5 km war.
Datum: Sonntag, 21. Februar 1971
| Platz | Sportler           | Mannschaft                | Zeit (h) |  |
| ----- | ------------------ | ------------------------- | -------- |  |
| 1     | Anna Unger         | SC Dynamo Klingenthal     | 21:44    |  |
| 2     | Renate Fischer     | SC Traktor Oberwiesenthal | 21:52    |  |
| 3     | Gabriele Haupt     | SC Dynamo Klingenthal     | 22:08    |  |
| 4     | Christel Thiel     | SC Dynamo Klingenthal     | 22:12    |  |
| 5     | Christine Philipp  | SC Traktor Oberwiesenthal | 22:24    |  |
| 6     | Marita Dotterweich | SC Dynamo Klingenthal     | 22:32    |  |

#### 10 km
Beim ersten Damenrennen hatten die Wettbewerbe in Sapporo noch gravierendere Auswirkungen. Die beiden dort gestarteten Anna Unger und Renate Fischer traten das Rennen gar nicht erst an. Somit konnte Gabriele Haupt Gold gewinnen, Christine Philipp blieb ihr jedoch mit nur 7 Sekunden Rückstand dicht auf den Fersen.
Datum: Freitag, 19. Februar 1971
| Platz | Sportler          | Mannschaft                | Zeit (h) |
| ----- | ----------------- | ------------------------- | -------- |
| 1     | Gabriele Haupt    | SC Dynamo Klingenthal     | 46:33    |
| 2     | Christine Philipp | SC Traktor Oberwiesenthal | 46:40    |
| 3     | Christel Thiel    | SC Dynamo Klingenthal     | 46:55    |

#### 3 × 5-km-Staffel
Auch in der Frauenstaffel gab es zunächst eine etwas unerwartete Entwicklung. Die Staffelvizeweltmeisterin Gabriele Haupt wurde von der Oberwiesenthalerin Christine Philipp mit 16 Sekunden Abstand auf den zweiten Rang verwiesen. Und an zweiter Position der Oberwiesenthaler Staffel stand mit Renate Fischer auch eine Vizeweltmeisterin. Doch die Klingenthalerin Christel Thiel konnte mit der schnellsten Laufzeit des Wettbewerbs den Abstand auf knappe zwei Sekunden drücken. Und der dritten Klingenthaler Läuferin, keiner geringeren als der dritten Vizeweltmeisterin Anni Unger, konnte die junge Margitta Rösch nicht das Wasser reichen. Letztendlich wurde die Klingenthaler Staffel noch mit einem komfortablen Vorsprung von fast einer dreiviertel Minute Meister.
Datum: Montag, 22. Februar 1971
| Platz | Mannschaft                | Sportler                                        | Zeit (h) |
| ----- | ------------------------- | ----------------------------------------------- | -------- |
| 1     | SC Dynamo Klingenthal     | Gabriele Haupt Christel Thiel Anna Unger        | 56:56    |
| 2     | SC Traktor Oberwiesenthal | Christine Philipp Renate Fischer Margitta Rösch | 57:39    |
| 3     | SC Motor Zella-Mehlis     | Monika Debertshäuser Altermann Scheidel         | 1:00:06  |

## Nordische Kombination
Nach dem Springen führte der Junioreneuropameister Ulrich Wehling vor Hans Hartleb und Karl-Heinz Luck. Der favorisierte Luck lag dabei 70 Sekunden hinter Hartleb. Im Langlauf stürzte Wehling mit einer indiskutablen Laufleistung (14. Platz) auf den Gesamtplatz 9, während der Kampf um den Titel dramatische Züge annahm. Die Experten hatten eigentlich erwartet, dass Luck den Rückstand aufholen würde. Am Ende fehlte eine Sekunde und damit 0,2 Punkte zum Sieg und somit konnte der 20-jährige Zella-Mehliser Mannschaftskamerad Hans Hartleb den Wettbewerb für sich entscheiden. Weiterhin bemerkenswert waren die Leistungen einheimischen Kombinierer Joachim Groß und Christoph Beyer. Groß schob sich mit der zweitbesten Laufzeit noch von Platz 13 auf Platz vier vor und hatte dabei nur zwei Punkte Rückstand auf Bronze. Beyer verbesserte sich von Platz zehn noch auf Platz sechs.
Datum: Sprunglauf Freitag, 19. Februar 1971; 15 km Sonnabend, 20. Februar 1971
| Platz | Sportler         | Mannschaft                   | Punkte |
| ----- | ---------------- | ---------------------------- | ------ |
| 1     | Hans Hartleb     | SC Motor Zella-Mehlis        | 415,7  |
| 2     | Karl-Heinz Luck  | SC Motor Zella-Mehlis        | 415,5  |
| 3     | Ingo Scheibenhof | SC Dynamo Klingenthal        | 398,6  |
| 4     | Joachim Groß     | SG Dynamo Johanngeorgenstadt | 396,6  |
| 5     | Helmut Stärker   | SC Motor Zella-Mehlis        | 393,4  |
| 6     | Christoph Beyer  | SG Dynamo Johanngeorgenstadt | 391,8  |

## Skispringen

### Normalschanze
Bei der letzten Entscheidung sorgten einmal mehr die jungen Athleten für Furore. Zum einen war es Hans-Georg Aschenbach, der nach langer Verletzung nun sein Können ausspielte und seine erste Meisterschaft gewann. Zum anderen war es der Kombinierer Ulrich Wehling, der sogar lange führte und am Ende auf Platz vier einkam.
Datum: Montag, 22. Februar 1971
| Platz | Sportler              | Mannschaft                         | Punkte |
| ----- | --------------------- | ---------------------------------- | ------ |
| 1     | Hans-Georg Aschenbach | ASK Vorwärts Brotterode            | 230,4  |
| 2     | Rainer Schmidt        | SC Motor Zella-Mehlis              | 226,2  |
| 3     | Heinz Schmidt         | SC Motor Zella-Mehlis              | 223,2  |
| 4     | Ulrich Wehling        | SC Traktor Oberwiesenthal          | 212,4  |
| 5     | Bernd Karwofsky       | HSG Pädagogisches Institut Zwickau | 208,4  |
| 6     | Wolfgang Stöhr        | SC Dynamo Klingenthal              | 207,6  |

### Großschanze
Ohne den verletzten Titelverteidiger Horst Queck startete der erste Sprungwettbewerb. Die durchwachsenen Leistungen hatten sich schon bei der vorhergehenden Vierschanzentournee angedeutet und setzten sich bei der Meisterschaft fort. So konnte Rainer Schmidt Gold gewinnen, Clubkamerad Heinz Schmidt Silber. Manfred Wolf, der von der Presse für seine Landungen hart kritisiert wurde (dilettantisch), holte Bronze. Das schwache Niveau wurde auch dadurch bestätigt, das der schon vom Leistungssport zurückgetretene Bernd Karwofsky, für die HSG PI Zwickau startend, einen respektablen 5. Platz erreichte.
Datum: Sonnabend, 20. Februar 1971
| Platz | Sportler        | Mannschaft                         | Punkte |
| ----- | --------------- | ---------------------------------- | ------ |
| 1     | Rainer Schmidt  | SC Motor Zella-Mehlis              | 222,7  |
| 2     | Heinz Schmidt   | SC Motor Zella-Mehlis              | 218,8  |
| 3     | Manfred Wolf    | ASK Vorwärts Brotterode            | 211,9  |
| 4     | Heinz Wosipiwo  | SC Dynamo Klingenthal              | 208,9  |
| 5     | Bernd Karwofsky | HSG Pädagogisches Institut Zwickau | 208,8  |
| 6     | Dietrich Kampf  | SC Traktor Oberwiesenthal          | 201,2  |

## Medaillenspiegel
Der SC Dynamo Klingenthal konnte auf seine starken Läufer bauen und holte auch insgesamt mit zwölf Medaillen fast die Hälfte aller Plaketten. Speziell durch die Springer und Kombinierer konnte der SC Motor Zella-Mehlis die zweitmeisten Medaillen holen. Enttäuschend verlief die Meisterschaft für die Athleten vom Fichtelberg. Nicht ein Meistertitel konnte nach Oberwiesenthal geholt werden.
| Medaillenspiegel (nach allen 10 Wettbewerben) | Medaillenspiegel (nach allen 10 Wettbewerben) | Medaillenspiegel (nach allen 10 Wettbewerben) | Medaillenspiegel (nach allen 10 Wettbewerben) | Medaillenspiegel (nach allen 10 Wettbewerben) | Medaillenspiegel (nach allen 10 Wettbewerben) |
| Platz                                         | Mannschaft                                    | Gold                                          | Silber                                        | Bronze                                        | Gesamt                                        |
| --------------------------------------------- | --------------------------------------------- | --------------------------------------------- | --------------------------------------------- | --------------------------------------------- | --------------------------------------------- |
| 1                                             | SC Dynamo Klingenthal                         | 4                                             | 2                                             | 6                                             | 12                                            |
| 2                                             | ASK Vorwärts Oberhof                          | 3                                             | 2                                             | 0                                             | 5                                             |
| 3                                             | SC Motor Zella-Mehlis                         | 2                                             | 3                                             | 3                                             | 8                                             |
| 4                                             | ASK Vorwärts Brotterode                       | 1                                             | 0                                             | 1                                             | 2                                             |
| 5                                             | SC Traktor Oberwiesenthal                     | 0                                             | 3                                             | 0                                             | 3                                             |